# Kubasi
Kubasi (en serbe cyrillique : Кубаси) est un village du sud-ouest du Monténégro, dans la municipalité de Kotor.

## Démographie

### Évolution historique de la population
| 1948 | 1953 | 1961 | 1971 | 1981 | 1991 | 2003 |
| ---- | ---- | ---- | ---- | ---- | ---- | ---- |
| 185  | 170  | 158  | 127  | 97   | 115  | 24   |